# Mollia burchellii
Mollia burchellii är en malvaväxtart som beskrevs av Thomas Archibald Sprague. Mollia burchellii ingår i släktet Mollia och familjen malvaväxter. Inga underarter finns listade i Catalogue of Life.